# Napoleon (Dakota del Norte)
Napoleon es una ciudad ubicada en el condado de Logan en el estado estadounidense de Dakota del Norte. En el censo de 2010 tenía una población de 792 habitantes y una densidad poblacional de 217,96 personas por km².

## Geografía
Napoleon se encuentra ubicada en las coordenadas 46°30′14″N 99°46′6″O / 46.50389, -99.76833. Según la Oficina del Censo de los Estados Unidos, Napoleon tiene una superficie total de 3.63 km², de la cual 3.63 km² corresponden a tierra firme y (0%) 0 km² es agua.

## Demografía
Según el censo de 2010, había 792 personas residiendo en Napoleon. La densidad de población era de 217,96 hab./km². De los 792 habitantes, Napoleon estaba compuesto por el 98.36% blancos, el 0.13% eran afroamericanos, el 0.63% eran amerindios, el 0% eran asiáticos, el 0% eran isleños del Pacífico, el 0.25% eran de otras razas y el 0.63% pertenecían a dos o más razas. Del total de la población el 1.01% eran hispanos o latinos de cualquier raza.